# Salim Daw

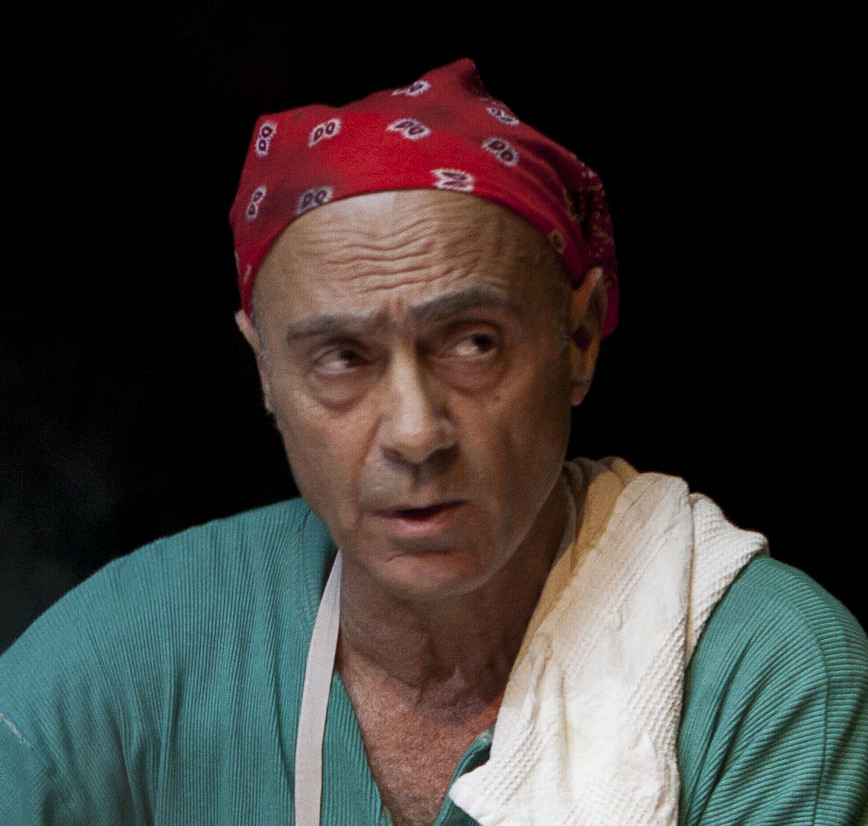
Daw bei einem Auftritt im Theater Haifa (2011)

Salim Daw (hebräisch סלים דאו, arabisch سليم ضو; auch Salim Dau oder Salim Daouw; geboren 1. September 1950 in Biʿina, Israel) ist ein israelisch-palästinensischer Schauspieler und Dramatiker.

## Leben
Salim Daw wurde 1950 im Dorf Biʿina in Galiläa als Sohn einer Bauernfamilie geboren. Nach Abschluss der Schule begann Dau 1972 ein Studium an der Beit Zvi Schauspielschule. Durch ein Stipendium konnte er seine Ausbildung danach an der Schauspielschule L'École Internationale de Théâtre Jacques Lecoq in Frankreich fortsetzen, wo er 1979 seinen Abschluss erlangte.
Während seiner Zeit in Frankreich spielte er in diversen Theaterstücken, darunter am Théâtre de l’Atelier, und trat mit einer Gruppe von Geschichtenerzählern auf. Von 1980 bis 1984 unterrichtete er auch als Schauspiellehrer in Frankreich. Neben seiner Tätigkeit als Schauspieler war Daw auch als Direktor des Karma-Theaters in Haifa tätig und arbeitete auch als Dramatiker und Theaterregisseur. Mit dem von ihm geschriebenen musikalischen Einpersonenstück Sagh Salim trat Daw in vielen Theatern in der arabischen Welt sowie in Europa, den USA und Australien auf.
Ab Anfang der 1980er Jahre trat Daw in Film- und Fernsehproduktionen auf. In der israelischen Fernsehserie Chatufim – In der Hand des Feindes war er von 2010 bis 2012 als Jamal Agrabiya, Leiter eines Foltergefängnisses, zu sehen. In der Militärserie Fauda spielte Salim 2015 die Rolle des Sheikh Awadalla. 2020 übernahm er im Filmdrama Gaza mon amour die Hauptrolle des alten Fischers Issa. Der Film erhielt eine Nominierung für den Europäischen Filmpreis 2021. Im Fernsehfilm Oslo, der die Verhandlungen des Oslo-Friedensprozesses zeigt, übernahm Daw die Rolle des Ahmad Qurai.
Von 2022 bis 2023 verkörperte Daw in der Netflix-Serie The Crown die Rolle des ägyptischen Unternehmers und Milliardärs Mohamed Al-Fayed.

## Filmografie
- 1982: Der Wind der Wüste (Chamsin)
- 1986: Feinde unter sich (Avanti Popolo)
- 1989: Elef Neschotav schel Naftali Siman-Tov
- 1989: Sch'chenim (Fernsehserie, 2 Episoden)
- 1990: Ha-Mahtzeva
- 1991: Im Schatten der Golanhöhen (Pour Sacha)
- 1991: In der Schußlinie (Gmar Gaviʿa)
- 1993: Die siebente Münze (The Seventh Coin)
- 1994: Ausgangssperre (Hatta Ishaar Akhar)
- 1994: Das fliegende Kamel (Ha-Gamal ha-Meʿofef)
- 1994: Les hirondelles ne meurent pas à Jerusalem
- 1994: Max v'Morris
- 1995: Tmunot Yafo'iyot (Fernsehserie, 4 Episoden)
- 1997: Die Milchstraße (Schvil heChalav)
- 1999: Shkarim Levanim
- 2003: Massaʾot James beʾEretz haQodesch
- 2007: Yeldey SSSR
- 2007–2013: Arab Labor (Fernsehserie, 8 Episoden)
- 2010: Flaschenpost vor Gaza (Une bouteille à la mer)
- 2010–2012: Chatufim – In der Hand des Feindes (Chatufim, Fernsehserie, 12 Episoden)
- 2011: Gelobtes Land (The Promise, Miniserie, 4 Episoden)
- 2011: L'infiltré (Fernsehfilm)
- 2013: Die Unvergessenen (Paradise Cruise)
- 2014: Tyrant (Fernsehserie, 10 Episoden)
- 2015: Fauda (Fernsehserie, 6 Episoden)
- 2016: The Last Band in Lebanon
- 2017: Sand Castle
- 2017: Büro der Legenden (Le Bureau des Légendes, Fernsehserie, 5 Episoden)
- 2017: Longing (Gaʿagua)
- 2018: Tel Aviv on Fire
- 2019: HaMetim schel Yafo
- 2020: Gaza mon amour
- 2020: Kiss Me Kosher
- 2021: Nafas (Fernsehserie, 10 Episoden)
- 2021: Oslo (Fernsehfilm)
- 2021: Let It Be Morning (VaYehi Boqer)
- 2022–2023: The Crown (Fernsehserie, 7 Episoden)